# ماتستوك
ماتستوك (بالإنجليزية: Mattstock)‏ هو أحد جبال سلسلة جبال الألب أبينزيل ويقع في كانتون سانت غالن في سويسرا. يحتل المرتبة رقم 390 في قائمة جبال سويسرا من حيث الارتفاع، إذ يبلغ ارتفاعه حوالي 1936 متر، بينما يبلغ ارتفاع نتوء الجبل 358 متر.